# Stelis nanegalensis
Stelis nanegalensis är en orkidéart som beskrevs av John Lindley. Stelis nanegalensis ingår i släktet Stelis och familjen orkidéer. Inga underarter finns listade i Catalogue of Life.